# Nello Bellei
Nello Bellei (Modena, 14 ottobre 1930 – Montecatini Terme, 21 settembre 2006) è stato un driver italiano di cavalli da trotto.

## Biografia
Nato a Modena, si era trasferito a Montecatini Terme ed i suoi anni d'oro sono legati alla toscana Scuderia Kyra, proprietaria di cavalli di indiscusso valore quali Sem, Scellino, Aprile e Steno, questi ultimi due vincitori del Derby italiano di trotto.
Vincitore in carriera di ben undici frustini d'oro, ovvero leader della classifica annuale per vittorie, aveva passato da tempo il testimone a suo figlio, Enrico Bellei, che è da ritenersi attualmente (2011) il miglior guidatore italiano ed uno dei primi al mondo.